# スティン・アイラー・ラスムッセン
スティン・アイラー・ラスムッセン（Steen Eiler Rasmussen 1898年 - 1990年6月）は、デンマークの建築家。建築系都市プランナー、都市に関する著者と解説者。建築史家。コペンハーゲン生まれ。1961年からは、デンマークアカデミー会員。彼は1938年から1968年まで建築学院アカデミー芸術学部の教授。
ピーター・プレスドブ（PeterBredsdorff）らのと都市計画家グループで、戦後コペンハーゲン大都市圏の初めての地域計画となる「フィンガープラン」首都圏計画（1947年）を発表。これは将来、都市の渋滞は主にSネットワークに沿って「指」に集まるべきだと述べられているが「指」の間の「スペース」は緑の領域にクリアされるべきであるとしている。同時に、街の拡大が続いたため、自治体の北西郊外にあるティンビエルを完全に計画されたまったく新しい都市部として設計した。
上昇する自閉症の街のイメージを変えなければならず、最初の年に市街地のエンジニアのオラフ・フォーシャマー (da:Olaf Forchhammer) が道路を拡張して交通流を増やすことを目指していた。コペンハーゲン（1969年）についての著書でラスムッセンは首都圏全体の中央計画機関が存在しないことを批判。1974年に首都評議会が結成されたとき希望は満たされたが、議会は1989年に閉鎖された。

## ライフ
ラスムッセンは、1916年にロイヤル・デンマーク・アカデミー・オブ・ファイン・アーツで建築を学び、1918年に卒業した後、レンガ職として実習修了。1919年に建築事務所を設立。RingstedとHirtshalsという2つの都市計画設計競技に勝利。1922年から1934年および1938年まで、12人の芸術アカデミー評議会会員。1924年以来、ダンスクByplanlaboratoriumアカデミーの代表。デンマーク都市計画協会は1948年まで副会長。ラスムッセンは1934年結婚。言語学者の Una Cangerの娘。また作家カレンブリクセンの親友であった。

## キャリア
1924年にアカデミーの都市計画担当講師、1938年から1968年まではアカデミーの建築教授を務めた。彼の学生の1人にはシドニーオペラハウスの建築家ヨーン・ウツソン（JørnUtzon）がいる。1946年から1949年にかけてと、1954/55年には再びアカデミーの校長を務めた。1932年から1938年までは、コペンハーゲ市ン建設部門の都市計画部門でも従事していた。

## 都市計画
都市整備
- コペンハーゲンとその環境発展計画報告フィンガープランに関するコラボレーション。
- コペンハーゲン中心部の北西6kmに位置するコペンハーゲン（CøbenhavnNV）のティンビエル（Tingbjerg）市の計画に協力。
- ディト - コペンハーゲンから西に25km離れたホルシュルムの計画

## 作品
建築
- 1933年と1935年に受賞したリングステッド・タウンホール、1995年に執行
- コペンハーゲンのMødrehjælpen（母親の福祉組織）。
- Solbakkevej 3、Gentofte、卸売業者Aage Philip（1922）
- Søbakken1、Gentofte（1923）
- 自邸、Dreyersvej 3、Rungsted（1935、保護された2005）
- リングステッド・タウンホール、リングステッド（1936〜37年、1933年大会第2位、1935年大会第1位、1995年）
- Hørsholmの住宅計画（1941年、C.Th.Sørensenと共に）
- コペンハーゲンの Adelgade-Borgergade （1942-43年）の建築計画
- 改造船Hornbækhus（1943）
- 修復チューリップインヒンツガルフ（1946年から1947年）
- コペンハーゲンのPeder Lykkesvej（1947年、掲載されていない）の学校でのプロジェクト
- コペンハーゲン市役所拡大プロジェクト（1950年）
- ゴングネセン住宅開発の計画 現在、ティンビエル（Tingbjerg、1950-71）
- ラングシュテンドルンの復活（1960年）： Karen Blixenの家であるが現在はKaren Blixen Museum（Rungsted Kyst）
- MiddelfartのSkovgården（1957-63）
- College Blanche、コペンハーゲンÅbenrå20（1961年）
- 和解Banehegnet、Albertslund（1962）は、
- Landbohøjskolen、Bülowsvej、Frederiksbergの拡張（1963-71、Mogens Kochと一緒に）
- 建築事務所が行った1972年から1990年、ブロックFiolstræde/ピーター・Hvidtfeldts海峡、コペンハーゲンの保存再開発のための提案フリブール＆ラッセン）家具、展覧会、書籍の企画

コンぺティション
- コペンハーゲンのPrinsensgade地区の建物（1919年、Knud H. Christiansenと一緒に1等賞）
- Ringstedの町の計画（1919年、第1位）
- Hirtshalsの町の計画（1919年、第1賞、1922年の報告）
- セントベンド教会の周りの規制、Ringsted（1935年、2等賞、カール・テオドール・ソーレンセンと一緒に）

## 賞
- 1947：名誉称号産業用ロイヤルデザイナー（ロイヤル・インダストリアルデザイナー）芸術奨励協会、製造、商業（芸術、生産と貿易の促進のための協会）ロンドン
- 1973年：Heinrich Tessenow Medal
- 1977：CFハンセン勲章
- ミュンヘン工科大学名誉博士号
- バイエルンアカデミー科学者会員

## 著作
- イギリスの芸術、1933年。
- ロンドン、1934年、1951年。
- キネア旅行、1935年の絵本
- Nordiske Baukunst：Beispiele und Gedankenはドイツ連邦議会議事堂とドイツ連邦議会議事堂で、ドイツ連邦議会議事堂（ E. Wasmuth Verlagsbuchhandlung 1940）と呼ばれている。
- デンマークの庭、1941年。
- 図面と言葉の都市と建物、1949
- コペンハーゲン、1950年
- イギリスでの旅行、1951
- アムステルダムとデルフト、1953年
- クリスマスツリー、1953年
- 建築を体験するには、1957。
- 中国旅行、1958
- 経験としての建築、1959年（日本では佐々木宏: 訳 美術出版社美術選書、1966年）
- 素敵な町、1964
- 多くの年を通してエッセイ、1968。
- コペンハーゲン、1969年の都市コミュニティの特徴的なキャラクターと発展。
- 北欧の建築 (1978年) (SD選書〈140〉吉田鉄郎 翻訳
- ロンドン：ニューロンドン、1973年。
- 花に言う。新しい贈り物、コペンハーゲン：Gyldendal 1976. ISBN 87-01-44021-7 hf。およびISBN 87-01-44022-5 ib。
- クリスチャニア周辺、1976
- シアター 1977
- ロンドン物語―その都市と建築の歴史 兼田啓一 翻訳 中央公論美術出版 ISBN 978-4805501610
- 都市と建物II、1992年。(にほんでは横山正訳; 東京大学出版会, 1993）
- Steen Eilerラスムセンコペンハーゲン。都市の特徴と発展、GEC Gads Forlag、Copenhagen 1994、ISBN 87-12-02430-9 hft。

## 文献
- Arne Gaardmand：デンマークの都市計画1938-1992、The Architect's Publisher 1993、ISBN 87-7407-132-7。
- Olaf Lind、建築家Steen Eiler Rasmussen、Gyendendal、2008. ISBN 978-87-02-06821-4。